# Tänk om jag dör nu inatt
Tänk om jag dör nu inatt, släppt i november 2009, är ett studioalbum av det Mathias Holmgren. Det är hans tredje soloalbum.

## Låtlista
1. Tänk om jag dör nu inatt
2. Var är alla kärlekssånger
3. Den här gången blir det rätt
4. Ingen vet hur jävla vacker du är
5. Det var dina fel jag föll för
6. Tornet
7. Du behöver inte tro mig
8. Kärlekens vålnader
9. Är det det hela handlar om
10. Så kom du
11. Nästa år blir vårt
12. Himlen över Värmland